# 721 (číslo)
Sedm set dvacet jedna je přirozené číslo. Následuje po čísle sedm set dvacet a předchází číslu sedm set dvacet dva. Římskými číslicemi se zapisuje DCCXXI a řeckými číslicemi ψκα.

## Matematika
721 je:
- Deficientní číslo
- Poloprvočíslo
- Nešťastné číslo

## Astronomie
- (721) Tabora je planetka hlavního pásu, kterou objevil v roce 1911 Franz Kaiser

## Roky
- 721
- 721 př. n. l.